# Jordina Torrents Barrena
Jordina Torrents Barrena   (Constantí, 1991) és una enginyera informàtica catalana, professora de la Universitat Oberta de Catalunya.
Ha destacat per la seva investigació tecnològica en el procés i anàlisi d'imatges biomèdiques en 2D i 3D, la intel·ligencia artificial, l'aprenentatge automàtic i el desenvolupament de sistemes computacionals per a la planificació quirúrgica. Aquests avanços són aplicables en camps com la cirurgia fetal o el tractament del càncer de mama, la retinopatia diabètica o la malaltia d'Alzheimer.
Amb motiu del Dia Internacional de les Dones i les Nenes en la Ciència de 2024, Elisabet Golobardes va ser una de les professionals homenatjades en la campanya Ei! Puja al tren del futur, que va organitzar el Col·legi Oficial d'Enginyeria Informàtica de Catalunya.

## Guardons
- 2017: Google Women Techmakers.[3]
- 2017: Premi a l'Acció Cultural de l'Ajuntament de Constantí.[4]
- 2018: Premi Dona TIC, en la categoria Revelació.[6]
- 2019: Premi a la millor tesi doctoral Big Data & Artificial Intelligence Talent Awards.[7][8]
- 2020: McKinsey’s Next Generation Women Leaders.[1]
- 2021: Premi Ada Byron, categoria Jove, concedit per la Universitat de Deusto.[9]